# Tidaholms distrikt
Tidaholms distrikt är ett distrikt i Tidaholms kommun och Västra Götalands län. 
Distriktet ligger i och omkring Tidaholm. 

## Tidigare administrativ tillhörighet
Distriktet inrättades 2016 och utgörs av området som före 1971 utgjorde Tidaholms stad vari huvuddelen av Agnetorps socken uppgått i år 1943.
Området motsvarar den omfattning Tidaholms församling hade 1999/2000 och fick 1992 när socknens och stadens församlingar slogs samman.